# Radiotelefon
Radiotelefon (transceiver, trx, walkie-talkie, krótkofalówka) – niewielka, uproszczona radiostacja nadawczo-odbiorcza wykorzystywana w radiotelefonii. Służy do porozumiewania się głosem na niewielkie odległości, pełniąc rolę mobilnego telefonu. Telefon komórkowy jest zminiaturyzowanym cyfrowym radiotelefonem pracującym tylko ze stacjami bazowymi i posiadającym przez to większy zasięg od radiotelefonów pracujących pomiędzy sobą (bezpośrednio). Zaletą i przewagą radiotelefonu jest praca bez infrastruktury sieci oraz duża niezależność, dlatego używają jej służby profesjonalne, jest także jedynym środkiem łączności podczas wojny, gdy stacje retransmisyjne (np. GSM) są zniszczone, oraz w innych sytuacjach, np. podczas klęsk żywiołowych. Do celów amatorskich używane są radiotelefony (radiostacje) dla krótkofalowców oraz radiotelefon/radiostacja obywatelska krótkofalowa wąskopasmowa pracująca w paśmie 26,960 MHz do 27,400 MHz zwana CB radiem.
Typowe zasięgi na fali bezpośredniej w idealnych warunkach: radiotelefon
- ręczny - do kilku km w zależności od pasma pracy,
- przewoźne (samochody i inne pojazdy) - do kilkunastu km w zależności od pasma pracy,
- bazowy - do kilkudziesięciu km w zależności od pasma pracy.

W złych warunkach (praca pomiędzy zabudowaniami) bez widoczności optycznej anten radiostacja/radiotelefon ma kilku/kilkunastokrotnie obniżony zasięg.

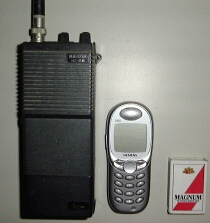
Porównanie: radiotelefon, telefon komórkowy i paczka zapałek
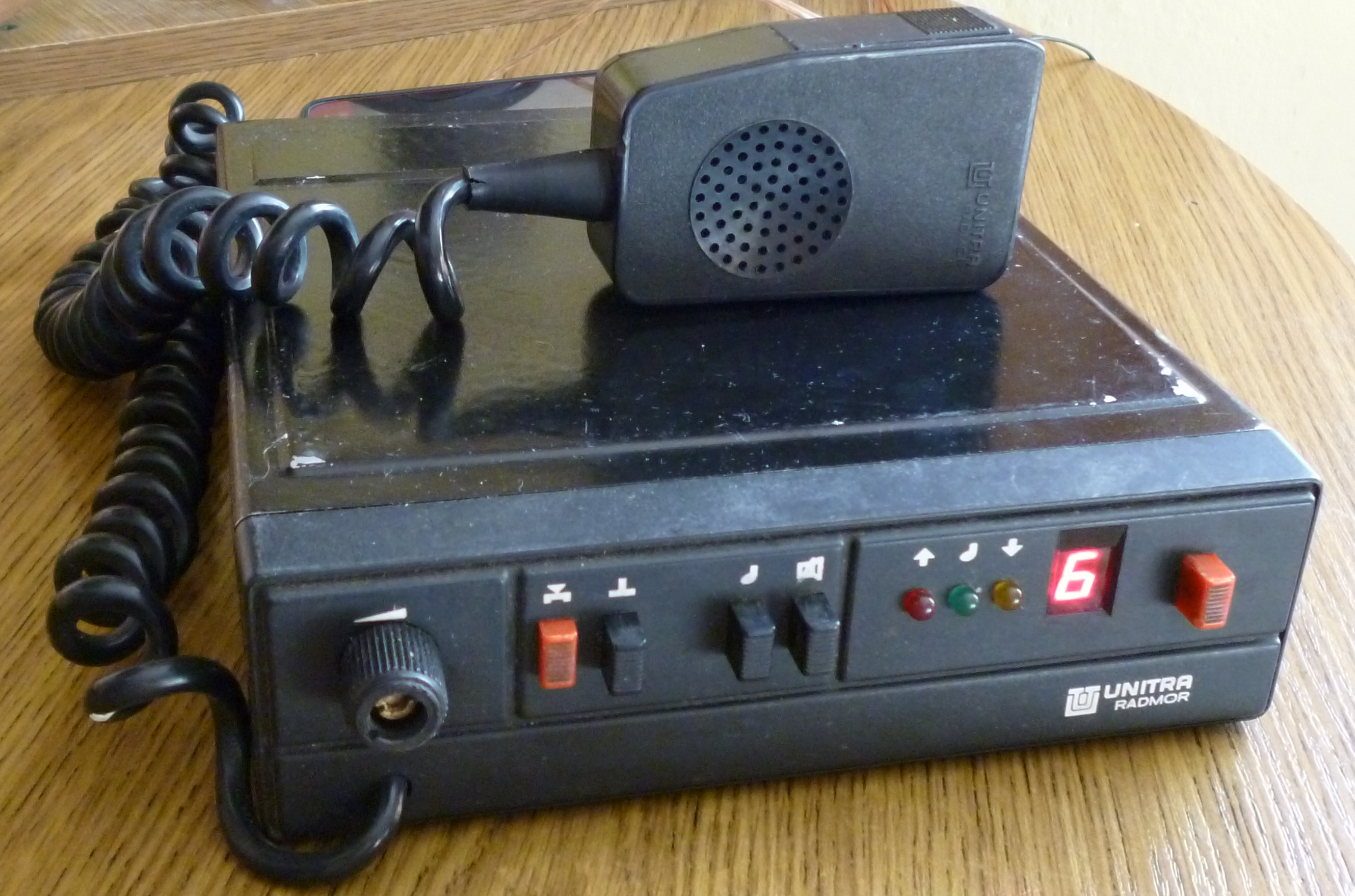
Radmor 3033, radiotelefon
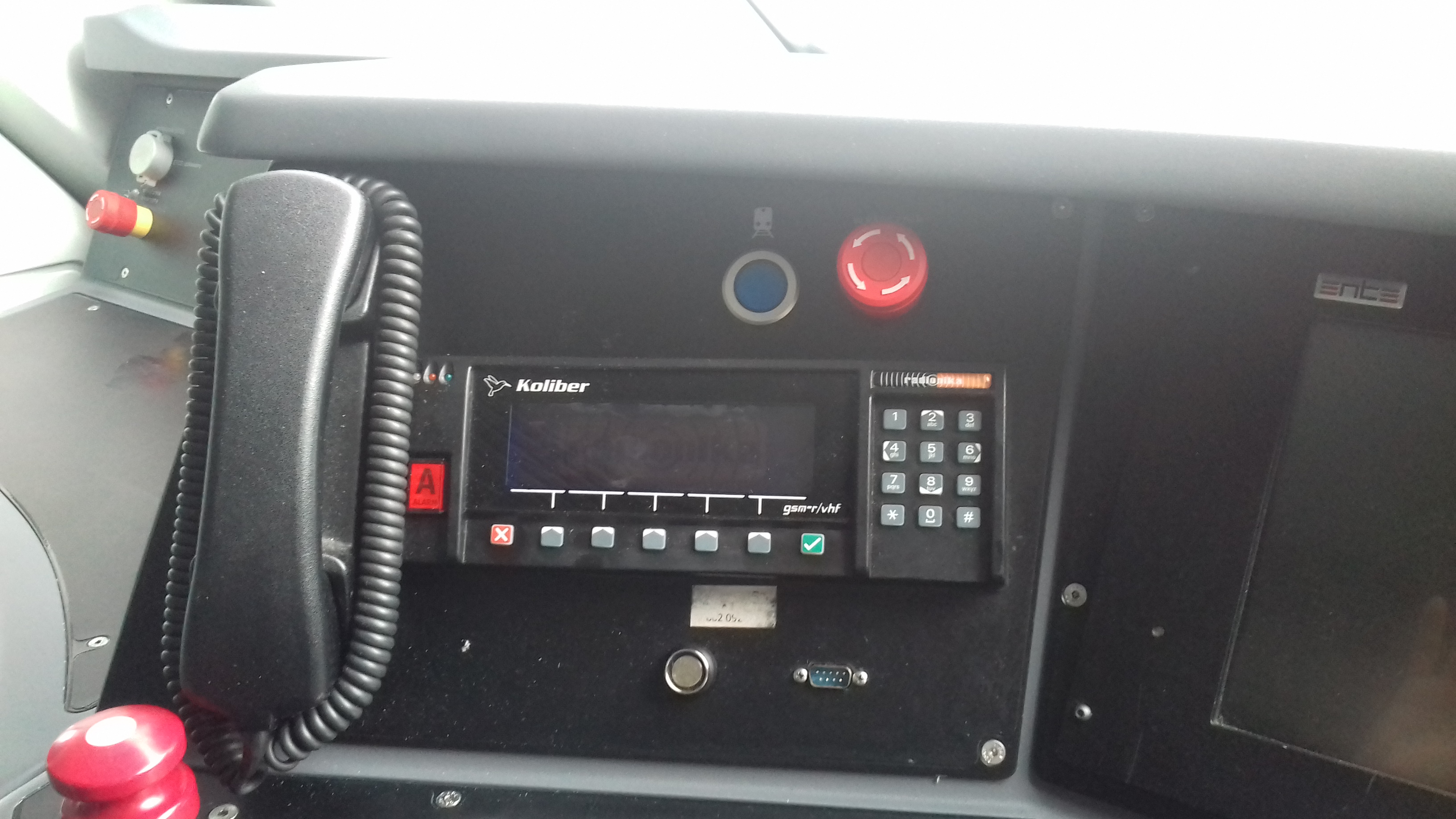
Radiotelefon dwusystemowy, VHF GSM-R